# Orthofidonia exornata
Orthofidonia exornata är en fjärilsart som beskrevs av Walker 1862. Orthofidonia exornata ingår i släktet Orthofidonia och familjen mätare. Inga underarter finns listade i Catalogue of Life.